# Martín Carrera Sabat
Martín Carrera Sabat (n. a Puebla el 20 de desembre de 1806; m. a la ciutat de Mèxic el 22 d'abril de 1871) fou un polític i militar de Mèxic, i president interí de Mèxic per vint-i-nou dies el 1855.
Des de molt petit s'incorporà a l'Exèrcit Reialista espanyol contra els insurgents independentistes. S'adherí al Pla d'Iguala, amb el qual els reialistes i els insurgents s'unien per proclamar la independència de Mèxic. Ocupà diversos càrrecs militars durant les primeres dècades de la nova nació. Publicà el 1831 un manual militar: Uso y prácticas de maniobra de artillería ligera de montaña. Fou general de divisió el 1853. Políticament, era conservador. Fou membre de la Junta Nacional Legislativa de 1843 i senador el 1844 i 1845. Combaté contra en la Guerra Estats Units - Mèxic el 1847. Fou governador del Districte Federal Mexicà de 1853 a 1855, any en què triomfà la Revolució d'Ayutla que deposà el dictador Antonio López de Santa Anna de la seva última gestió presidencial. Rómulo Díaz de la Vega, comandant militar de la plaça de la ciutat de Mèxic, reuní una junta perquè el designara president, però aquesta designà Carrera Sabat. Durant el seu breu mandat, provà de ser conciliador i prudent com a conservador.
Carrera Sabat no tenia cap ambició política. En ser designat president, volgué renunciar al càrrec, però la junta apel·là al seu patriotisme i acceptà. Provà de conciliar els interessos dels conservadors que encara no es refeien de la fugida de Santa Anna i els liberals, que esperaven fora de la capital; però ambdues faccions s'oposaren al diàleg, el desconegueren, per la qual cosa Carrera Sabat renuncià. Morí a la ciutat de Mèxic el 22 d'abril de 1871.